# Saint-Martin-de-Lerm
Saint-Martin-de-Lerm – miejscowość i gmina we Francji, w regionie Nowa Akwitania, w departamencie Żyronda.
Według danych na rok 1990 gminę zamieszkiwały 104 osoby, a gęstość zaludnienia wynosiła 15 osób/km² (wśród 2290 gmin Akwitanii Saint-Martin-de-Lerm plasuje się na 1072. miejscu pod względem liczby ludności, natomiast pod względem powierzchni na miejscu 1285.).